# أولاد عروس (الخلوة)
أولاد عروس هي إحدى مشيخات المملكة المغربية، تتبع جغرافيا لعمالة طنجة أصيلة وإداريًا لالخلوة. يقدر عدد سكانها بـ 8410 نسمة حسب الإحصاء الرسمي للسكان والسكنى لسنة 2004.